# Arquidiocese de Quebec
A Arquidiocese de Quebec (Archidiœcesis Quebecensis) é uma arquidiocese da Igreja Católica situada em Quebec, no Canadá. Acompanha seu título o de Primaz do Canadá. Seu atual arcebispo é Gérald Cyprien Lacroix. Sua Sé é a Catedral de Notre-Dame de Québec.
Possui 227 paróquias servidas por 842 padres, contando com 93,6% da população jurisdicionada batizada.

## História
Os primeiros missionários recoletos e jesuítas no século XVII dependiam diretamente da Santa Sé. Quando os jesuítas retornaram em 1632, as missões foram colocadas sob a jurisdição do Arcebispo de Rouen.
O vicariato apostólico da Nova França foi erigido em 11 de abril de 1658 e se estendia por todas as colônias francesas na América do Norte, do Mississipi a Louisiana.
O primeiro bispo François de Montmorency-Laval tinha de organizar a diocese, que não tinham nem catedral, nem a residência de um bispo, rendas, paróquias ou seminário. No total, havia apenas onze igrejas e capelas. Em 1663 fundou o seminário e em 1664 a primeira paróquia, que seria seguido por mais onze em 1678.
Em 1 de outubro de 1674 o vicariato foi elevado a diocese e rebatizado com o nome de Diocese de Quebec. Em 1684, foi instituído o capítulo da Catedral.
Em 1688 o Bispo Laval resignou-se e foi recebido pelo rei da França, nos mosteiros de Maubec, Lestrées e Benevento. Ele foi sucedido por Jean-Baptiste de la Croix Chevrière de Saint Vallier, que continuou o trabalho de organização diocesana, aumentando o número de paróquias e promovendo as missões dos jesuítas em Illinois. Mas o que atraiu uma grande quantidade de hostilidade em 1692, quando a paróquia tornou-se independente do seminário. O rei pediu a sua demissão, ao que o Bispo se opôs. Foi retido em Paris, entre 1694 e 1697, em seguida, foi feito prisioneiro pelos ingleses entre 1704 e 1709 e voltou a ser retido na França até 1713. No entanto, durante sua estadia na Europa foi capaz de conseguir a união dos mosteiros concedidos ao seu antecessor com a Diocese de Quebec.
Em 1763, cede uma parte de seu território, para beneficiar, respectivamente, a ereção da prefeitura apostólica das ilhas de Saint-Pierre e Miquelon (hoje Vicariato Apostólico).
Pelo Tratado de Paris de 1783, a jurisdição da diocese passou a coincidir com as fronteiras do Canadá.
Em 12 de janeiro de 1819 a diocese foi elevada à condição de Arquidiocese pelo breve apostólico In summa Apostolatus do Papa Pio VII, mas o arcebispo teve de pedir ao papa a permissão de não usar o título de arcebispo, para não contrariar o governo britânico.
Após isso e durante os anos, cede várias partes de seu território para a graça da ereção de várias dioceses. Desde 24 de janeiro de 1956, foi atribuído pelo Papa Pio XII o título cerimonial ao arcebispo de Quebec de Primaz do Canadá.

## Episcopados
| #                        | Nome                                                 | Período    | Notas                                          |
| Arcebispos               | Arcebispos                                           | Arcebispos | Arcebispos                                     |
| ------------------------ | ---------------------------------------------------- | ---------- | ---------------------------------------------- |
| 15º                      | Gérald Cyprien Cardeal Lacroix, I.S.P.X.             | 2011-      | Atual                                          |
| 14º                      | Marc Armand Cardeal Ouellet, P.S.S.                  | 2002-2010  | Nomeado Prefeito da Congregação para os Bispos |
| 13º                      | Maurice Couture, R.S.V.                              | 1990-2002  |                                                |
| 12º                      | Louis-Albert Cardeal Vachon †                        | 1981-1990  |                                                |
| 11º                      | Maurice Cardeal Roy †                                | 1947-1981  |                                                |
| 10º                      | Jean-Marie-Rodrigue Cardeal Villeneuve, O.M.I. †     | 1931-1947  |                                                |
| 9º                       | Felix-Raymond-Marie Cardeal Rouleau, O.P. †          | 1926 1931  |                                                |
| 8º                       | Paul-Eugène Roy †                                    | 1925-1926  |                                                |
| 7º                       | Louis-Nazaire Cardeal Bégin †                        | 1898-1925  |                                                |
| 6º                       | Elzéar-Alexandre Cardeal Taschereau †                | 1870-1898  |                                                |
| 5º                       | Charles-François Baillargeon †                       | 1855-1870  |                                                |
| 4º                       | Pierre-Flavien Turgeon †                             | 1850-1867  |                                                |
| 3º                       | Joseph Signay †                                      | 1833-1850  |                                                |
| 2º                       | Bernard-Claude Panet †                               | 1825-1833  |                                                |
| 1º                       | Joseph-Octave Plessis †                              | 1819-1825  |                                                |
| Arcebispo-coadjutor      |                                                      |            |                                                |
|                          | Paul-Eugène Roy †                                    | 1920-1925  |                                                |
|                          | Louis-Nazaire Bégin                                  | 1892-1898  |                                                |
|                          | Charles-François Baillargeon                         | 1851-1855  |                                                |
|                          | Pierre-Flavien Turgeon                               | 1834-1850  |                                                |
|                          | Joseph Signay                                        | 1826-1833  |                                                |
|                          | Bernard-Claude Panet                                 | 1819-1825  |                                                |
| Bispo-auxiliar           |                                                      |            |                                                |
|                          | Jean Tailleur                                        | 2024-      | Atual                                          |
|                          | Juan Carlos Londoño                                  | 2023-      | Atual                                          |
|                          | Martin Laliberté, PME                                | 2019-2022  | Nomeado Bispo de Trois-Rivières                |
|                          | Marc Pelchat                                         | 2016- 2025 | Bispo auxiliar emérito                         |
|                          | Louis Corriveau                                      | 2016-2019  | Nomeado Bispo de Joliette                      |
|                          | Gaétan Proulx , OSM                                  | 2011-2016  | Nomeado Bispo de Gaspé                         |
|                          | Denis Grondin                                        | 2011-2015  | Nomeado Arcebispo de Rimouski                  |
|                          | Gérald Cyprien Lacroix, I.S.P.X.                     | 2009-2011  | Elevado a Arcebispo                            |
|                          | Gilles Lemay                                         | 2005-2011  | Nomeado Bispo de Amos                          |
|                          | Pierre-André Fournier                                | 2005-2008  | Nomeado Arcebispo de Rimouski                  |
|                          | Jean Gagnon                                          | 1998-2002  | Nomeado Bispo de Gaspé                         |
|                          | Jean-Pierre Blais                                    | 1994-2008  | Nomeado Bispo de Baie-Comeau                   |
|                          | Eugène Tremblay                                      | 1994-2004  | Nomeado Bispo de Amos                          |
|                          | Clément Fecteau                                      | 1989-1996  | Nomeado Bispo de Sainte-Anne-de-la-Pocatière   |
|                          | Joseph Paul Pierre Morissette                        | 1987-1990  | Nomeado Bispo de Baie-Comeau                   |
|                          | Maurice Couture , RSV                                | 1982-1988  | Nomeado Bispo de Baie-Comeau                   |
|                          | Marc Leclerc                                         | 1982-1998  |                                                |
|                          | Jean-Paul Labrie                                     | 1977-1995  |                                                |
|                          | Louis-Albert Vachon                                  | 1977-1981  | Elevado a Arcebispo                            |
|                          | Laurent Noël                                         | 1963-1975  | Nomeado Bispo de Trois-Rivières                |
|                          | Lionel Audet                                         | 1952-1983  |                                                |
|                          | Charles-Omer Garant                                  | 1948-1962  |                                                |
|                          | Joseph-Omer Plante                                   | 1927-1948  |                                                |
|                          | Joseph Alfred Langlois                               | 1924-1926  | Nomeado Bispo de Valleyfield                   |
|                          | Paul-Eugène Roy                                      | 1908-1920  | Nomeado Arcebispo-coadjutor                    |
|                          | Joseph Norbert Provencher                            | 1820-1844  | Nomeado Bispo de Saint-Boniface                |
|                          | Aeneas Bernard MacEachern                            | 1819-1829  | Nomeado Bispo de Charlottetown                 |
|                          | Pierre-Herman Dosquet , PSS                          | 1727-1729  | Nomeado Bispo-coadjutor                        |
| Bispos                   |                                                      |            |                                                |
| 11º                      | Joseph-Octave Plessis †                              | 1806-1819  |                                                |
| 10º                      | Pierre Denaut †                                      | 1797-1806  |                                                |
| 9º                       | Jean-François Hubert †                               | 1788-1797  |                                                |
| 8º                       | Louis-Philippe-François Mariauchau d'Esglis †        | 1784-1788  |                                                |
| 7º                       | Jean-Olivier Briand †                                | 1766-1784  |                                                |
| 6º                       | Henri-Marie du Breuil de Pontbriand †                | 1740-1760  |                                                |
| 5º                       | François-Louis Pourroy de L'Auberivière †            | 1739-1740  |                                                |
| 4º                       | Pierre-Herman Dosquet, P.S.S. †                      | 1733-1739  |                                                |
| 3º                       | Louis-François Du Plessis de Mornay, O.F.M.Cap. †    | 1727-1733  |                                                |
| 2º                       | Jean-Baptiste de la Croix Chevrière de St. Vallier † | 1685-1727  |                                                |
| 1º                       | São François de Montmorency-Laval †                  | 1658-1688  |                                                |
| Bispos-coadjutores       |                                                      |            |                                                |
|                          | Bernard-Claude Panet                                 | 1806-1819  |                                                |
|                          | Joseph-Octave Plessis                                | 1800-1806  |                                                |
|                          | Pierre Denaut                                        | 1794-1797  |                                                |
|                          | Charles-François Bailly de Messein                   | 1788-1794  |                                                |
|                          | Jean-François Hubert                                 | 1785-1788  |                                                |
|                          | Louis-Philippe-François Mariauchau d'Esgly           | 1772-1784  |                                                |
|                          | Pierre-Herman Dosquet , PSS                          | 1729-1730  |                                                |
|                          | Louis-François Du Plessis de Mornay, O.F.M.Cap.      | 1713-1727  |                                                |
| Administrador-apostólico |                                                      |            |                                                |
|                          | Charles-François Baillargeon                         | 1855-1867  |                                                |